# گوستاو ساندبری
گوستاو ساندبری (سوئدی: Gustav Sandberg؛ ۲۹ ژوئیه ۱۸۸۸ – ۸ فوریهٔ ۱۹۵۶) بازیکن فوتبال اهل سوئد بود.
از باشگاه‌هایی که در آن بازی کرده‌است می‌توان به اشاره کرد.